# Blocage de mode

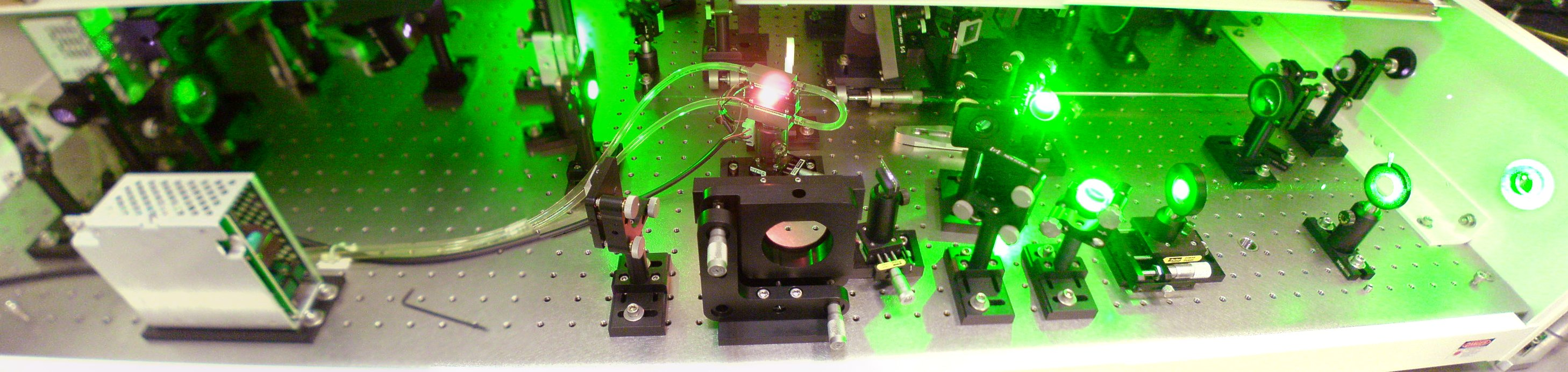
Laser Ti:Saphir avec blocage de mode

Le blocage de mode ou verrouillage de mode désigne une technique de synchronisation de la phase des modes laser destinée à produire de courtes et intenses impulsions lumineuses.
Le blocage de mode est réalisé à l'aide de différents éléments optiques : colorant à absorbant saturable, modulateur acousto-optique, cellule de Pockels...
La principale application du blocage de mode est la réalisation de laser femtoseconde.

## Historique

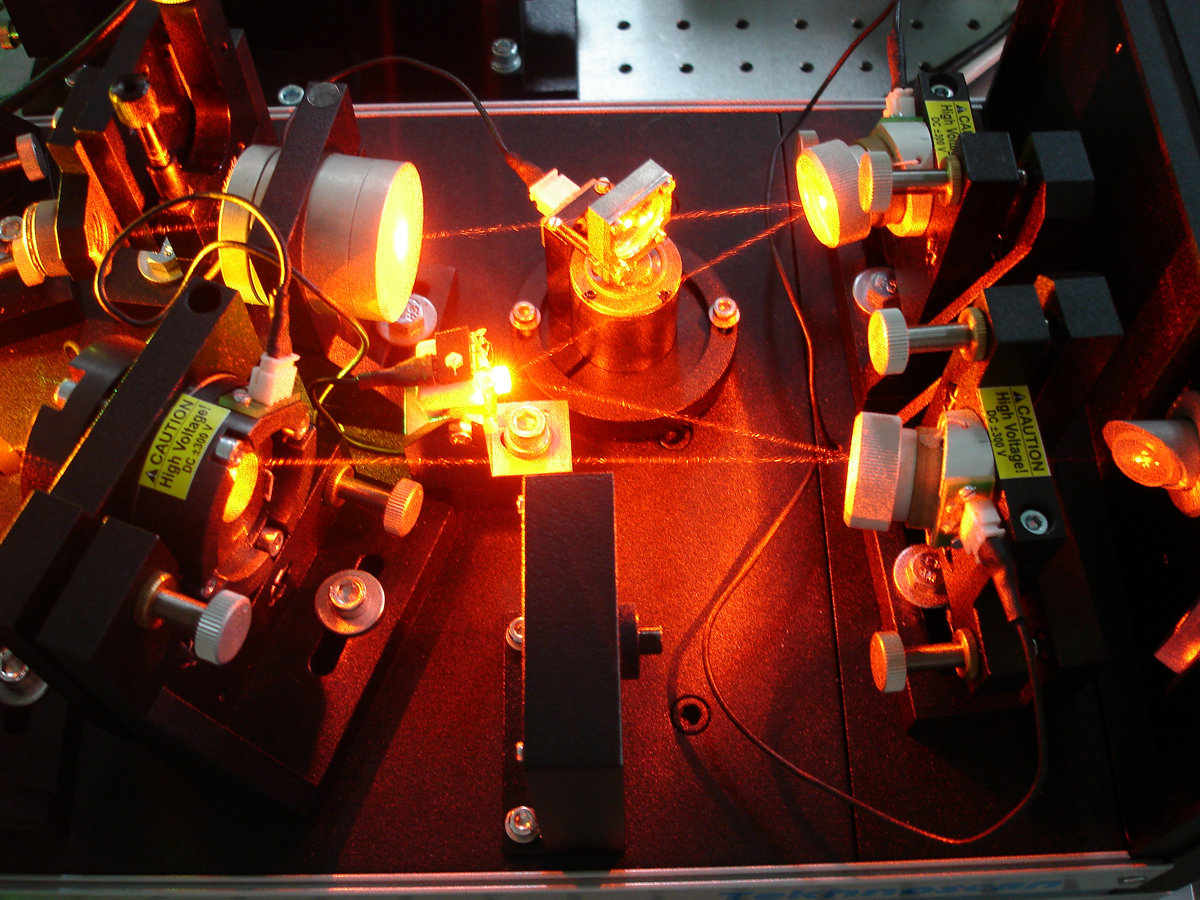
Exemple de laser à colorant avec une cavité en anneau

Les premiers lasers à colorant délivrant de courtes impulsions sont apparus dans les années 1970, mais les impulsions qu'ils délivrent ne sont pas suffisamment stables .
C'est en 1981 que la technique de blocage de mode passive est utilisée pour la première fois dans un laser à impulsions contre-propageantes. Elle est améliorée en 1983 pour permettre le contrôle de la dispersion de vitesse de groupe.

## Principe
Au sein d'une Cavité laser, certains modes longitudinaux, liés aux fréquences propres de la cavité, sont capables d'osciller sous condition qu'ils se trouvent dans la bande de gain de la cavité.

A ce stade, la cavité oscille librement. Le mécanisme de blocage de modes consiste à synchroniser/mettre en phase tous ces modes afin de créer des impulsions courtes extrêmement intenses.

## Techniques

### Blocage de mode passif
Les techniques passives de blocage de mode utilisent un absorbant saturable non linéaire, sans modulation externe. Dans une cavité linéaire, on place souvent l'absorbant près de l'un des miroirs.
Les cavités laser mettant en jeu des absorbants saturables passifs (i.e blocage de modes passif) délivrent de manière générale des impulsions plus courtes que les cavités lasers où le blocage de modes est dit "actif".

#### Limites du blocage de mode passif
Le blocage de mode passif a 2 principales limites :
- Le nombre limité de couples matériau amplificateur/absorbant saturable disponibles
- La fréquence des pulses produits est peu ajustable

### Blocage de mode actif
Les techniques actives de blocage de mode utilisent des modulations commandées du gain ou des pertes du laser pour atteindre le blocage de mode.
Pour les lasers à gaz ou à colorant, il est courant d'utiliser un modulateur acousto-optique ou un modulateur électro-optique.
Pour les lasers à semi-conducteur (diode laser par exemple), on ne peut pas introduire de modulation dans la diode, mais il est possible de moduler la position d'un miroir externe

### Blocage de mode hybride
Le blocage de mode hybride utilise à la fois un absorbant saturable et une modulation externe du gain.